# Піхотний взвод

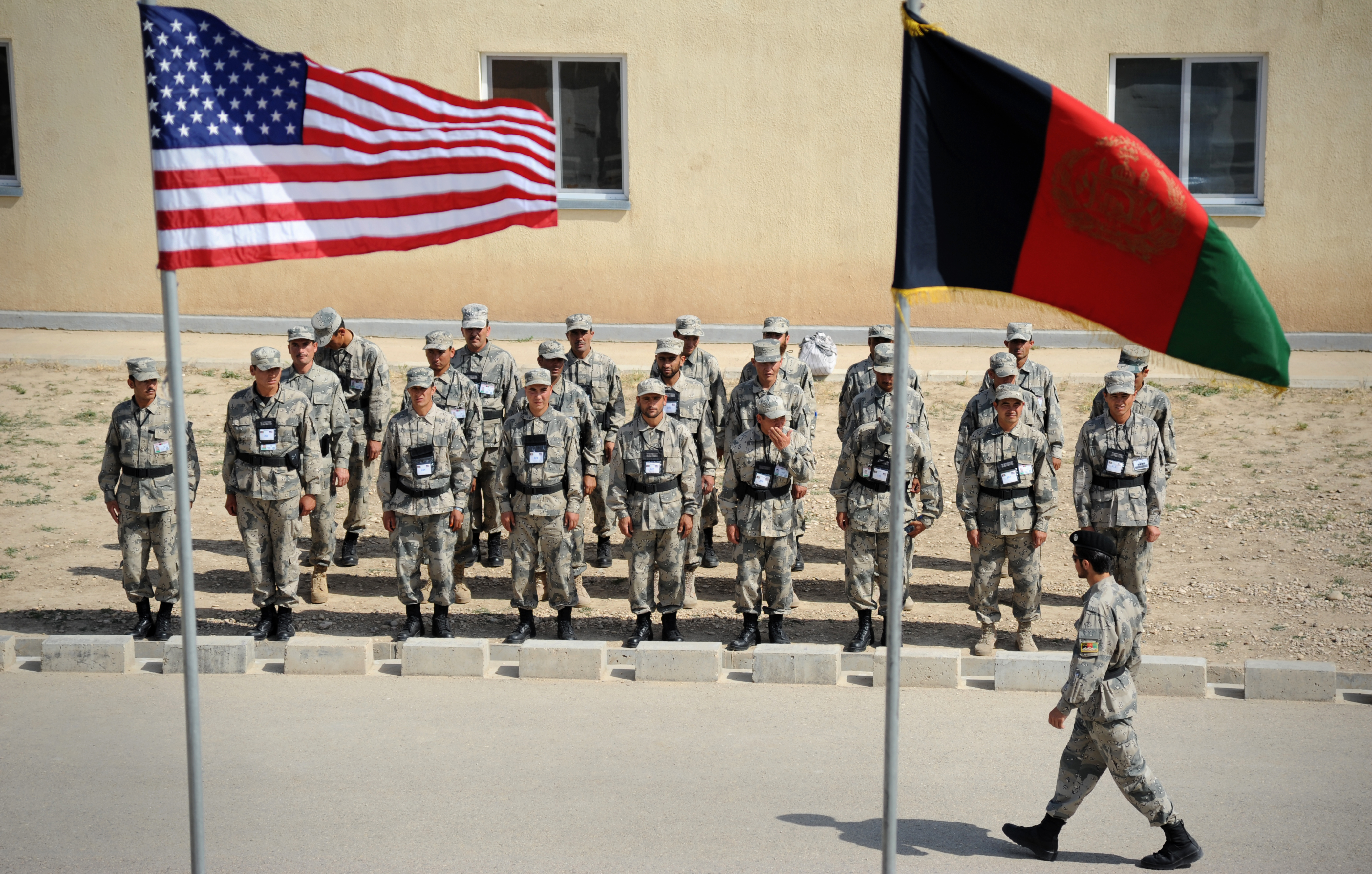
Взвод армії США (Афганістан)

Піхо́тний взвод (механізований взвод) — основний загальновійськовий тактичний підрозділ в піхоті збройних сил держав, який був призначений для виконання тактичних завдань у складі загальновійськового формування (рота, батальйон, полк, піхотна бригада, піхотна дивізія) сухопутних військ в різних умовах.
Організаційно-штатна структура піхотних батальйонів змінювалася з часом. В наш час піхотні частини іменують механізованими (мотострілецькими, мотопіхотними), оскільки доставлення піхоти на поле бою здійснюється з допомогою спеціального транспорту.

## Механізований взвод ЗСУ

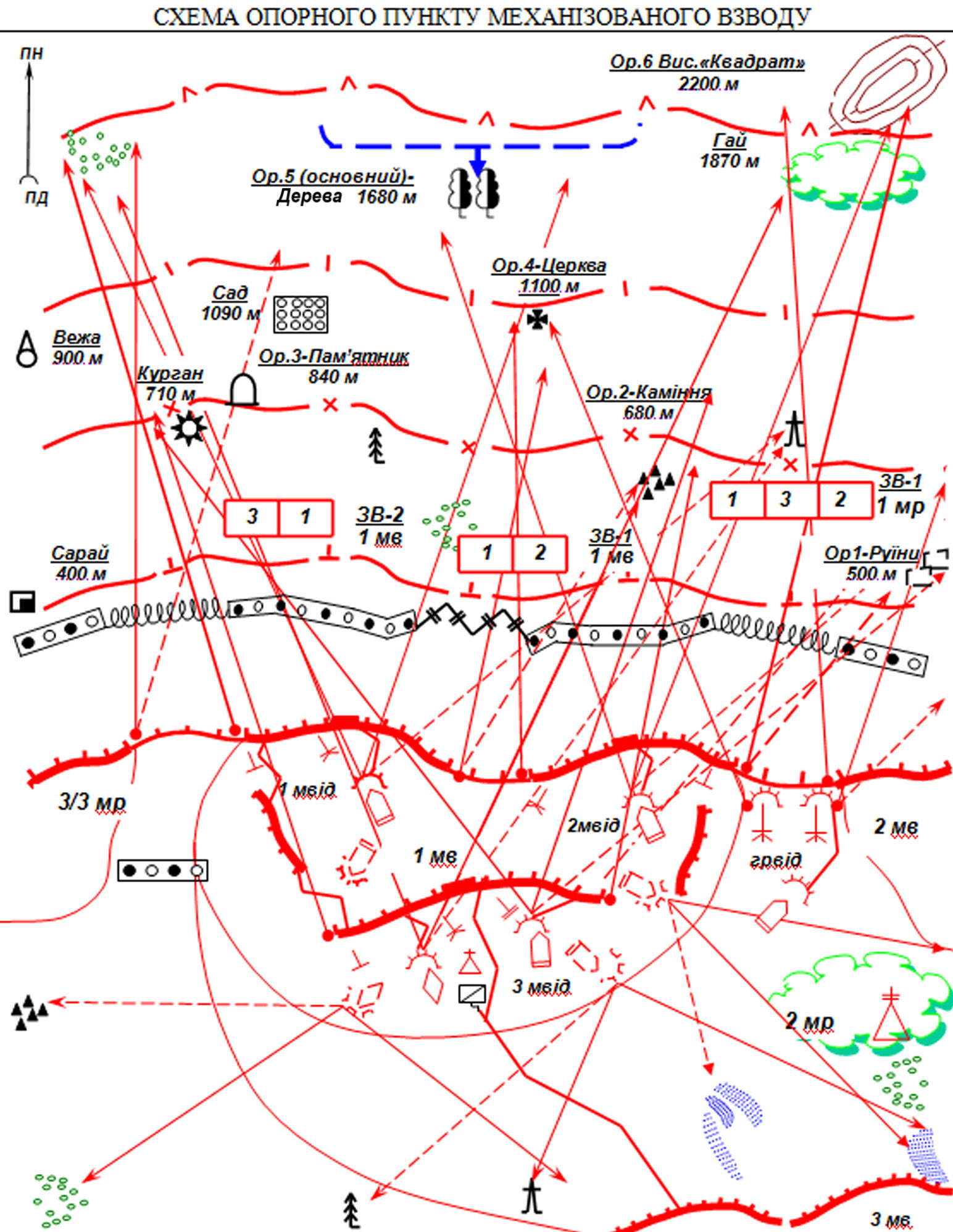
Схема опорного пункту механізованого взводу в обороні

Механізований взвод є складовим елементом загальновійськового підрозділу механізованих військ Сухопутних військ Збройних Сил України. Він призначається для виконання завдань самостійно або у взаємодії з підрозділами родів військ.

### Завдання механізованого взводу
В оборонному бою — стійке утримання зайнятих районів місцевості, рубежів і позицій, відбиття наступу противника і завдання ураження його підрозділам, що наступають, знищення противника, який вклинився;
У наступальному бою — захоплення важливих ділянок місцевості, знищення противника, який обороняється, рубежів і об'єктів, форсування водних перешкод і переслідування противника, який відходить.
Механізований взвод під час виконання завдання діє, як правило, у складі роти. Механізований взвод може діяти в розвідці, штурмовій групі, засідці, бойовій охороні, під час пересування — у похідній охороні, а під час розташування на місці — у сторожовій охороні. Механізований взвод, крім цього, може діяти у складі тактичного повітряного (морського) десанту.
У розвідці, бойовій, похідній і сторожовій охороні механізований взвод може діяти самостійно.
Для більшої самостійності під час виконання завдань механізовані й танкові підрозділи можуть підсилюватися (підтримуватися) підрозділами інших родів військ.
Додані підрозділи підпорядковуються командиру взводу і виконують поставлені перед ним завдання.

### Організація механізованого взводу ЗСУ
Взвод складається з управління і трьох відділень. Всього у взводі — 31 особа. На озброєнні: АК, СВД, ПМ, ПК, РПГ, БМП-2 або БТР тощо.
В управління взводу входять: командир взводу, заступник командира взводу, снайпер, стрілець-санітар.
В кожному механізованому відділенні є: командир, заступник командира (він же навідник-оператор), старший стрілець, стрілець, кулеметник, помічник кулеметника, гранатометник, помічник гранатометника, механік-водій.

## Мотопіхотний взвод армії США
Мотопіхотний взвод — це найменший тактичний підрозділ, що складається з секції управління (5 осіб) та трьох відділень по 10 осіб і входить до складу мотопіхотної роти. 
Всього у взводі: 35 осіб, БМП М2 Бредлі — 4 шт, 7,62 мм кулеметів М60 — 4 шт, 5,56 мм гвинтівок М16А1 — 29 шт, радіостанцій — 8 шт, 5,56 мм кулеметів — 6 шт, ПТКР «Дракон» — 3 шт.
До секції управління входять: командир взводу, заступник командира взводу (сержант), радіо телефоніст, навідник-оператор БМП, механік-водій. Мотопіхотне відділення складається з: командира відділення, заступника командира відділення, навідника-оператора, механіка водія, оператора ПТКР «Дракон», кулеметника, двох автоматників, стрільця-гранатометник, радіотелефоніста.